# Szabad Szilárd
| Szabad Szilárd                            | Szabad Szilárd                            |
| Kattints az alábbi külső linkek egyikére! | Kattints az alábbi külső linkek egyikére! |
| ----------------------------------------- | ----------------------------------------- |
| Nem található szabad kép.(?)              |                                           |
| külső link · jogvédett                    | Szabad Szilárd                            |

Szabad Szilárd (Zilah, Szilágy megye, 1907. szeptember 29. – Vansbro, Svédország, 1994. február 20.) magyar fotómechanikus, feltaláló.
Szabad Szilárd Trianon – Erdély Romániához csatolása – után Svédországba emigrált, ahol kezdetben ácsként dolgozott; ez felmenőinek a szakmája volt, majd a Stockholmi Technikai Intézet számára repüléstechnikai modelleket készített fából, amit később, a második világháború kitörése miatt abba kellett hagynia. Ekkor egy saját műhelyt nyitott, ahol fényképezőgépeket és alkatrészeket javított. Az egyik legfontosabb megbízója a Victor Hasselblad AB lett.
A Kodak nagy formátumú gépeit sokan bírálták, ezért Szabad Szilárd 1945-ben egy eltolható és dönthető hátfalú új gépet szerkesztett. A gépet a Hasselblad forgalmazta (»Hasselblad Universal«). Az első masinák mahagóni fából készültek, 12 x 16-os képformátummal. Később folyamatosan fejlesztette a fényképezőgépet, más-más anyagokból és különböző formátumokkal. 1962-ig mintegy 1500 gép készült el. 1952-től a gépek már a nevét is viselték (»Szabad Stockholm«).
Gépei Amerikába is eljutottak, és svéd minőség reklámjelszóval árusították őket.